# Pareuthyphlebs arabica
Pareuthyphlebs arabica är en bönsyrseart som beskrevs av Scott LaGreca och Atilio Lombardo 1983. Pareuthyphlebs arabica ingår i släktet Pareuthyphlebs och familjen Toxoderidae. Inga underarter finns listade i Catalogue of Life.